# Калинин, Николай Иванович (полный кавалер ордена Славы)
Николай Иванович Калинин (1923—2009) — участник Великой Отечественной войны, полный кавалер ордена Славы.

## Биография
Родился 15 апреля 1923 год в городе Баку, столице Азербайджана, в семье рабочего. Русский. Окончил 8 классов. Работал токарем на заводе.
В июне 1942 года был призван в Красную Армию. На фронте с декабря 1942 года. Боевое крещение получил в боях на Кубани. Всю войну прошел в составе 109-й отдельной гвардейской разведывательной роты 128-й гвардейской Туркестанской горно-стрелковой дивизии. Участвовал в боях за освобождение Северного Кавказа, Крыма, Польши, Чехословакии. Войну закончил в Германии.
10 августа 1943 года в районе станицы Крымская (ныне город Крымск Краснодарского края) гвардии красноармеец Калинин, отражая контратаки противника, заменил выбывшего из строя пулеметчика и истребил много гитлеровцев.
Приказом от 28 июня 1944 года гвардии красноармеец Калинин Николай Иванович награжден орденом Славы 3-й степени (№ 109323).
25 декабря 1944 года в 18 километрах восточнее города Кошице (Чехословакия) гвардии красноармеец Калинин в составе разведывательной группы проник в тыл противника, внезапно ворвался в его траншею, ликвидировал пулемётный расчёт и захватил «языка», который дал ценные сведения.
Приказом от 31 января 1945 года гвардии красноармеец Калинин Николай Иванович награжден орденом Славы 2-й степени (№ 22244).
15 февраля 1945 года гвардии старший сержант Калинин, уже командир отделения той же роты, в трудных условиях горно-лесистой местности в районе города Живец (Польша) в составе разведывательной группы проник в тыл противника на глубину до 15 километров и в течение 3 суток вел наблюдение за передвижением его войск, техники и оборудованием огневых позиций. Ценные сведения своевременно передавал командованию.
В боях за Берлин был ранен, в четвертый раз за войну. День Победы встретил в госпитале.
Указом Президиума Верховного Совета СССР от 29 июня 1945 года за образцовое выполнение заданий командования в боях с немецко-фашистскими захватчиками гвардии старший сержант Калинин Николай Иванович награждён орденом Славы 1-й степени (№ 818). Стал полным кавалером ордена Славы.
В 1945 году был демобилизован. Вернулся в родной город Баку. В 1956 году окончил Бакинское морское техническое училище. Работал судовым механиком в Южном районном управлении нефтегазового Морфлота. В конце 1990-х годов переехал в город Белгород. До последнего дня вёл активную жизнь, встречался со школьниками, переписывался и встречался с однополчанами. Скончался 3 февраля 2009 года.

## Награды
- 2 ордена Отечественной войны 1 степени;
- Орден Красной Звезды;
- Орден Славы 1 степени (29 июня 1945 № 818);
- Орден Славы 2 степени (31 января 1945 № 22244);
- Орден Славы 3 степени (28 июня 1944 № 109323);
- Медаль «За отвагу»;
- другие медали.